# Vaclovas Intas
Vaclovas Intas (14. listopadu 1925, Kivyliai, okres Skuodas, Litva – 19. listopadu 2007, Mosėdis, Litva), byl primářem nemocnice v žemaitském městečku Mosėdisu, po jejím zrušení v roce 1976 lékařem v Mosėdské poliklinice, až do roku 1980 zodpovědný za výstavbu nové Mosėdské polikliniky a také lékárny. Největší jeho význam ale tkví v založení a zkrášlování Mosėdského muzea unikátních kamenů.

## Životopis
V roce 1936 dokončil základní školu v Aleksandriji, v roce 1946 začal studovat ve Středdní zemědělské technické škole v Klaipėdě, ale sovětští tajní mu ji dokončit nedovolili, v roce 1949, skrývaje se před Bezpečností tajně dokončil gymnázium pro dospělé (jeho rodiče a starší bratři byli odvezeni do vyhnanství), v roce 1955 absolvoval s vyznamenáním Kaunaský lékařský institut (Kauno medicinos institutas). Po ukončení studií pracoval zpočátku jako primář na interně v nemocnici ve Skuodu. Když byla v září roku 1957 otevřena v Mosėdisu oblastní nemocnice, byl do ní Vaclovas Intas přidělen jako primář. V městě byl v té době nepořádek, samé smetiště a proto začal V. Intas s kolegy okolí nemocnice a město zvelebovat. V různých sovětských republikách navštívil kolem 20 botanických zahrad a chráněných území. V Mosėdisu pracoval a žil až do své smrti, zde je také pochován.

## Zakladatel muzea unikátních kamenů
Okolí Skuodu je bohaté na zajímavé kameny a balvany. Při melioračních pracích bývalo dříve zvykem balvany svézt na skládku a tam je výbušninou rozmetat. Takto získaná drť byla používána v cestářství a podobně. Doktor V. Intas ale začal žádat pracovníky meliorací, aby unikátní kameny neničili, začal je číslovat a sbírat. Zpočátku menší kameny vozil sám na kole, potom koňským potahem a posléze zapojil do sbírkové činnosti i další obyvatele města. Každoročně začal tvořit několik alpinárií, ve kterých skloubil přirozenou krásu rostlin, kamenů a vody. Nejdříve alpinária pokryla území kolem nemocnice (1,5 ha), dále ulice Kapų (Hřbitovní) (nyní ul. Akmenų - Kamenů) a po požáru v roce 1962 i městské centrum, park při řece Bartuva (8 ha – tato plocha byla později přidělena založenému muzeu). Za počátek tvorby muzea se považuje rok 1957. V roce 1979 se V. Intas stal ředitelem muzea unikátních kamenů. V této funkci setrval až do roku 2000.